# Yutu Linea
La Yutu Linea è una struttura geologica della superficie di Plutone.